# Prvenstvo Avstralije 1963
Prvenstvo Avstralije 1963 v tenisu.

## Moški posamično
Roy Emerson :  Ken Fletcher, 6–3, 6–3, 6–1

## Ženske posamično
Margaret Court :  Jan Lehane O'Neill, 6–2, 6–2

## Moške dvojice
Bob Hewitt /  Fred Stolle :  Ken Fletcher /  John Newcombe, 6–2, 3–6, 6–3, 3–6, 6–3

## Ženske dvojice
Margaret Smith Court /  Robyn Ebbern :  Jan Lehane O'Neill /  Lesley Turner Bowrey, 6–1, 6–3

## Mešane dvojice
Margaret Smith Court /  Ken Fletcher :   Lesley Turner Bowrey /  Fred Stolle, 7–5, 5–7, 6–4